# Rayfield Wright
Larry Rayfield Wright (Griffin, 23 agosto 1945 – 7 aprile 2022) è stato un giocatore di football americano statunitense che ha giocato nel ruolo di offensive tackle per tutta la carriera con i Dallas Cowboys della National Football League (NFL). Al college ha giocato a football alla Fort Valley State University. È stato inserito nella Pro Football Hall of Fame nel 2006.

## Carriera professionistica
Wright fu scelto come tight end dai Dallas Cowboys nel corso del settimo giro del Draft NFL 1967. Nei suoi primi anni giocò come tight end, defensive end e offensive tackle.
Nel 1969, Wright ebbe la sua prima occasione di partire come titolare dopo l'infortunio di Ralph Neely. L'uomo che avrebbe dovuto affrontare sarebbe stato il defensive end, futuro membro della Hall of Fame, Deacon Jones dei Los Angeles Rams, all'apice della propria carriera. La prestazione di Wright fu così convincente come tackle destro che conquistò il ruolo di titolare prima del training camp del 1970.
In tredici stagioni, Wright disputò oltre 200 partite, partendo come tackle destro titolare in sei finali della NFC e disputando cinque Super Bowl, vincendone due: il Super Bowl VI e il Super Bowl XII. Fu inserito per la prima volta nella formazione ideale della stagione All-Pro nel 1971 e nello stesso anno fu convocato per il primo di sei Pro Bowl consecutivi.

## Palmarès
- (2) Vincitore del Super Bowl (VI, XII)
- (6) Pro Bowl (1971, 1972, 1973, 1974, 1975, 1976)
- (4) First-team All-Pro (1971, 1972, 1973, 1975)
- (2) Second-team All-Pro (1974, 1976)
- Formazione ideale della NFL degli anni 1970
- Dallas Cowboys Ring of Honor
- Pro Football Hall of Fame (classe del 2006)